# 尼格拉新堡
尼格拉新堡（義大利語：Castelnuovo Nigra）是意大利北部皮埃蒙特大区都灵省的一个市镇。总面积28.6平方公里，总人口415，人口密度14.5人/平方公里（2010年12月31日）。